# Circonscription autonomique d'Albacete
Ne doit pas être confondu avec Circonscription électorale d'Albacete.
La circonscription électorale d'Albacete est l'une des cinq circonscriptions électorales de Castille-La Manche pour les élections aux Cortes de Castille-La Manche.
Elle correspond géographiquement à la province d'Albacete.

## Synthèse
| AP & alliés |       | 4 | 3  |    |    |    |    |    |    |   |   |   |  |  |  |
| IU - PCE    |       |   |    | 1  | 1  |    |    |    |    |   |   |   |  |  |  |
| PSOE        |       | 5 | 6  | 6  | 5  | 6  | 6  | 6  | 5  | 3 | 4 | 3 |  |  |  |
| CDS         |       |   | 1  |    |    |    |    |    |    |   |   |   |  |  |  |
| PP          |       |   |    | 3  | 4  | 4  | 4  | 4  | 5  | 3 | 2 | 3 |  |  |  |
| Cs          |       |   |    |    |    |    |    |    |    |   | 1 |   |  |  |  |
| Vox         |       |   |    |    |    |    |    |    |    |   |   | 1 |  |  |  |
|             |       |   |    |    |    |    |    |    |    |   |   |   |  |  |  |
| Total       | Total | 9 | 10 | 10 | 10 | 10 | 10 | 10 | 10 | 6 | 7 | 7 |  |  |  |

## Résultats détaillés

### 1983
| Parti     | Parti | Députés élus |
| --------- | ----- | --- |
| PSCM-PSOE |       | José Bono, Juan Francisco Fernández Jiménez, Fructuoso Díaz Carrillo, Bernardo Fernández Delicado, Juan Gómez Tomás |
| AP-PDP-UL |       | Gumersindo Navarro Alfaro, José Rieta Vizcaya, Francisco Ballesteros Gómez, Agustín Lorenzo Alfaro                  |

### 1987
| Parti     | Parti | Députés élus |
| --------- | ----- | --- |
| PSCM-PSOE |       | Fernando López Carrasco, Eugenio Sánchez García, Rita Moraga Ferrándiz, Fructuoso Díaz Carrillo, Rafael López Cabezuelo, José Tomás Tomás |
| AP        |       | Gumersindo Navarro Alfaro, José Rieta Vizcaya, Adolfo Sánchez Teruel                                                                      |
| CDS       |       | Alejandro Baldueza Arteaga |

- Fernando López (PSCM-PSOE) est remplacé en octobre 1988 par Manuel Jacinto Roblizo Colmenero.
- Fructuoso Díaz (PSCM-PSOE) est remplacé en septembre 1988 par Francisco Javier Corrochano Moreno.
- Rita Moraga (PSCM-PSOE) est remplacé en novembre 1989 par Miguel Escudero Díaz.
- Alejandro Baldueza (CDS) est remplacé en novembre 1990 par José Deogracias Carrión Íñiguez.

### 1991
| Parti     | Parti | Députés élus |
| --------- | ----- | --- |
| PSCM-PSOE |       | José Jerez Colino, Siro Torres García, Jesús Alemán Postigo, María Castellanos Brazález, Rafael López Cabezuelo, Alfonso Calera Belmonte |
| PP-CLM    |       | Lucrecio Serrano Pedroche, José Rieta Vizcaya, Bernardo Cabañero González                                                                |
| IU        |       | José Molina Martínez |

- Siro Torres (PSCM-PSOE) est remplacé en mars 1992 par José Tomás Tomás.
- José Jerez (PSCM-PSOE) est remplacé en juillet 1993 par María Luscinda Carreres Villena.

### 1995
| Parti     | Parti | Députés élus |
| --------- | ----- | --- |
| PSCM-PSOE |       | Fernando López Carrasco, Eugenio Sánchez García, Jesús Alemán Postigo, Manuel Pérez Castell, Fructuoso Díaz Carrillo |
| PP-CLM    |       | Gabriel Martínez Paños, Lucrecio Serrano Pedroche, Pedro José García Gómez, María Josefa Andújar Tomás               |
| IU        |       | José Molina Martínez                                                                                                 |

- Jesús Alemán (PSCM-PSOE) est remplacé en juin 1995 par Rosa del Amo Esteban.
- Fernando López (PSCM-PSOE) est remplacé en octobre 1997 par José Tomás Tomás

### 1999
| Parti     | Parti | Députés élus |
| --------- | ----- | --- |
| PSCM-PSOE |       | Francisco Belmonte Romero, Lourdes Varea Morcillo, Roberto Tejada Márquez, María del Carmen Romera López, Diego García Caro, María del Carmen Valmorisco Martín |
| PP-CLM    |       | Pedro José García Gómez, María Manuela Parras Ochando, Lucrecio Serrano Pedroche, Arturo Díaz Jiménez                                                           |

- Carmen Valmorisco (PSCM-PSOE) est remplacée en mars 2000 par Natividad Pérez García.

### 2003
| Parti     | Parti | Députés élus |
| --------- | ----- | --- |
| PSCM-PSOE |       | Matilde Valentín, Fernando López Carrasco, María Dolores Parra Carretero, Patrocinio Gómez Córcoles, María Pilar Cañabate Villalobos, José Molina Martínez |
| PP-CLM    |       | Adolfo Suárez Illana, María del Carmen Bayod Guinalio, María Manuela Parras Ochando, Lucrecio Serrano Pedroche                                             |

- Adolfo Suárez (PP-CLM) ne siège pas et est remplacé dès l'ouverture de la législature par María del Pilar Martínez del Olmo.

### 2007
| Parti     | Parti | Députés élus |
| --------- | ----- | --- |
| PSCM-PSOE |       | Francisco Pardo, Matilde Valentín, Patrocinio Gómez Córcoles, Marta Abarca Tormo, José Molina Martínez, Irene Fernández Soria |
| PP-CLM    |       | María Encarnación Naharro de Mora, Antonio Marcial Marín Hellín, Cesárea Arnedo Megías, José Luis Teruel Cabral               |

- Encarnación Naharro (PP-CLM) est remplacé en avril 2008 par María Inmaculada López Núñez.

### 2011
| Parti     | Parti | Députés élus |
| --------- | ----- | --- |
| PP-CLM    |       | Antonio Marcial Marín Hellín, Cesárea Arnedo Megías, José Luis Teruel Cabral, María Inmaculada López Núñez, Antonio Martínez Gómez |
| PSCM-PSOE |       | Francisco Pardo, Matilde Valentín, Modesto Javier Belinchón Escudero, Amaya Villanueva Peña, José Molina Martínez                  |

- Francisco Pardo (PSCM-PSOE) est remplacé en mars 2012 par María Dolores Andújar Tomás.

### 2015
| Parti     | Parti | Députés élus                                                                |
| --------- | ----- | --------------------------------------------------------------------------- |
| PP-CLM    |       | Francisco Javier Núñez Núñez, Cesárea Arnedo Megías, Antonio Martínez Gómez |
| PSCM-PSOE |       | Santiago Cabañero Masip, Josefa Navarrete Pérez, Emilio Sáez Cruz           |

- Santiago Cabañero (PSCM-PSOE) est remplacé en juillet 2015 par Pilar Callado García.

### 2019
| Parti     | Parti | Députés élus                                                                                       |
| --------- | ----- | -------------------------------------------------------------------------------------------------- |
| PSCM-PSOE |       | Santiago Cabañero Masip, Josefa Navarrete Pérez, Julián Martínez Lizán, María Isabel Sánchez Cerro |
| PP-CLM    |       | Vicente Aroca Sáez, Cesárea Arnedo Megías                                                          |
| Cs        |       | María del Carmen Picazo Pérez                                                                      |

- Cesárea Arnedo (PP-CLM) est remplacée en juillet 2019 par Juan Antonio Moreno Moya.
- Santiago Cabañero (PSCM-PSOE) est remplacé en juillet 2019 par Antonio Sánchez Requena.

### 2023
| Parti     | Parti | Députés élus                                                                        |
| --------- | ----- | ----------------------------------------------------------------------------------- |
| PSCM-PSOE |       | Josefa Navarrete Pérez, Julián Martínez Lizán, María Isabel Sánchez Cerro           |
| PP-CLM    |       | Tania María Andicoberry Esparcia, Juan Antonio Moreno Moya, María José Gil Martínez |
| Vox       |       | Francisco José Cobo Navarro                                                         |

- Julián Martínez (PSCM-PSOE) est remplacé le 20 juillet 2023 par Antonio Sánchez Requena.